# رئوس مطالب آرژانتین

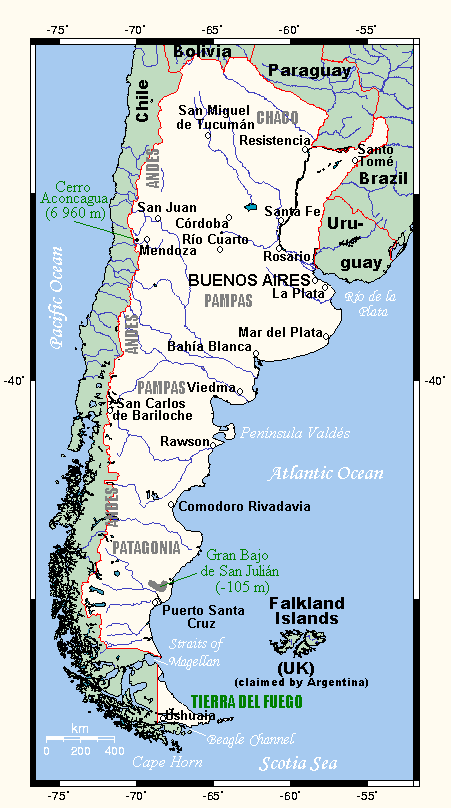
نقشه قابل ارتقا از جمهوری آرژانتین

طرح کلی زیر به عنوان یک نمای کلی و معرفی آرژانتین ارائه شده‌است:
آرژانتین – کشوری در آمریکای جنوبی ، بعد از برزیل، از نظر مساحت دومین کشور بزرگ این قاره است. این کشور دارای نظام فدرالیسم به عنوان یک فدراسیون از ۲۳ استان و یک شهر خودمختار، بوینس آیرس تشکیل شده‌است. این کشور از نظر مساحت هشتمین کشور بزرگ جهان و بزرگترین کشور در میان ملت‌های اسپانیایی زبان است.